# The Brothel
Albums de Susanne Sundfør
Take One
(2008) A Night At Salle Pleyel
(2011)
Singles
1. The Brothel
Sortie : 29 janvier 2010
2. It's All Gone Tomorrow
Sortie : 4 juin 2010
3. Turkish Delight
Sortie : 12 août 2011

The Brothel est le troisième album de l'artiste norvégienne Susanne Sundfør. 

## Conception
Fruit d'une collaboration artistique avec la plasticienne Kristin Austreid, The Brothel est un concept album centré sur le thème du bordel et sur les rapports de domination entre individus. Souhaitant s'éloigner de l'univers musical pop développé dans ses deux précédents disques, Sundfør recourut aux services du producteur et multi-instrumentiste Lars Horntveth (Jaga Jazzist, The National Bank).
The Brothel se distingue des travaux précédents de Sundfør par son ambiance crépusculaire et onirique, obtenue par le mariage de sonorités électro (Lilith, Lullaby) et classiques (The Brothel, It's All Gone Tomorrow). L'album est également caractérisé par la richesse de ses parties vocales, enregistrées pour la majeure partie d'entre elles à la Tomba Emmanuelle (musée d'Oslo servant également de mausolée à son créateur, l'artiste Emanuel Vigeland).

## Réception
Bien que tranchant radicalement avec le reste de la discographie de sa créatrice, The Brothel reçut un accueil critique très favorable,,, le quotidien national Dagbladet déclarant que le morceau-titre est « tellement bon qu'il [va] probablement faire pleurer les autres artistes norvégiens ». Sundfør ayant refusé sa nomination dans la catégorie d'artiste féminine de l'année aux Spellemanprisen 2010, elle repartit tout de même de la cérémonie couronnée du prix de compositrice de l'année pour son travail sur cet album.
Ce succès critique se doubla d'une consécration commerciale, l'album se classant directement premier du Top 40 norvégien à sa sortie, position qu'il occupa pendant quatre semaines d'affilée. Avec trente-et-une semaines de présence dans les charts et plus de 40 000 copies (disque de platine) écoulées en Norvège, The Brothel permit à Susanne Sundfør de s'imposer comme une des figures de proue de la nouvelle scène norvégienne, en plus d'attirer l'attention des médias musicaux étrangers.

## Liste des chansons
| No  | Titre                                      | Auteur                          | Durée |
| --- | ------------------------------------------ | ------------------------------- | ----- |
| 1.  | The Brothel                                | Susanne Sundfør                 | 6:16  |
| 2.  | Lilith                                     | Susanne Sundfør                 | 3:36  |
| 3.  | Black Widow                                | Susanne Sundfør                 | 3:16  |
| 4.  | It's All Gone Tomorrow                     | Susanne Sundfør                 | 6:07  |
| 5.  | Knight Of Noir                             | Susanne Sundfør                 | 5:02  |
| 6.  | Turkish Delight                            | Susanne Sundfør                 | 4:49  |
| 7.  | As I Walked Out One Evening (instrumental) | Susanne Sundfør, Lars Horntveth | 3:19  |
| 8.  | O Master                                   | Susanne Sundfør                 | 4:21  |
| 9.  | Lullaby                                    | Susanne Sundfør                 | 4:49  |
| 10. | Father Father                              | Susanne Sundfør                 | 3:09  |

### Musiciens
- Susanne Sundfør : voix, piano, Fender Rhodes, synthétiseurs, vibraphone, glockenspiel, marimba, sansula, programmation batterie, arrangements des cordes, tambourin
- Lars Horntveth : pedal steel guitar, guitares électrique et acoustique, basse, guitare baryton, synthétiseur basse, clarinette basse, vibraphone, marimba, synthétiseurs, marxophone, percussions, kokles, water harp, piano, programmation batterie, arrangements des cordes, production
- Morten Qvenild : synthétiseurs
- Gard Nilssen : batterie
- Frode Larsen : violon
- Øyvind Fossheim : violon
- Nora Taksdal : alto
- Emery Cardas : violoncelle
- Hans Petter Bang : contrebasse
- Erik Johannessen : trombone, tuba
- Heming Valebjørg : caisse claire, timpani
- Martin Horntveth : programmation batterie, grosse caisse, cymbales
- Jørgen Træn : programmation batterie, mixage
- Helge Sten : enregistrement des voix de The Brothel, Lilith, Black Widow, O Master, Lullaby et Father Father (Tomba Emmanuelle)
- Alexender Kloster-Jensen : enregistrement des parties de batterie et des cordes (Malabar Studio)
- Björn Engelman : mastering (Cutting Room)
- Kristin Astreid : artwork

## Autour de l'album
- La photographie qui illustre la couverture de l'album représente une des installations de Kristin Austreid à la Galerie Fisk de Bergen. Pendant la tournée qui suivit la sortie de The Brothel, Susanne Sundfør utilisa les corbeaux de bois dont les ombres sont visibles sur le cliché comme accessoires scéniques.

- Le morceau Turkish Delight contient de multiples références au premier (par date de publication) tome de la saga du Monde de Narnia, Le Lion, la Sorcière blanche et l'Armoire magique. Le titre de la chanson renvoie ainsi au loukoum (traduction française de turkish delight) ensorcelé que la Sorcière Blanche donne à Edmund pour le faire passer sous sa coupe, et le nom du loup Maugrim, le principal lieutenant de cette dernière, est également cité. Enfin, Sundfør évoque la pétrification des ennemis de la sorcière (« I've seen them turn into stone » soit : « je les ai vus se transformer en pierre »). Turkish Delight contient également une référence directe à la nouvelle The Dead de James Joyce[9].

- Le titre de l'instrumental As I Walked Out One Evening est une référence au poème homonyme de Wystan Hugh Auden.